# Kasteel van Wezel

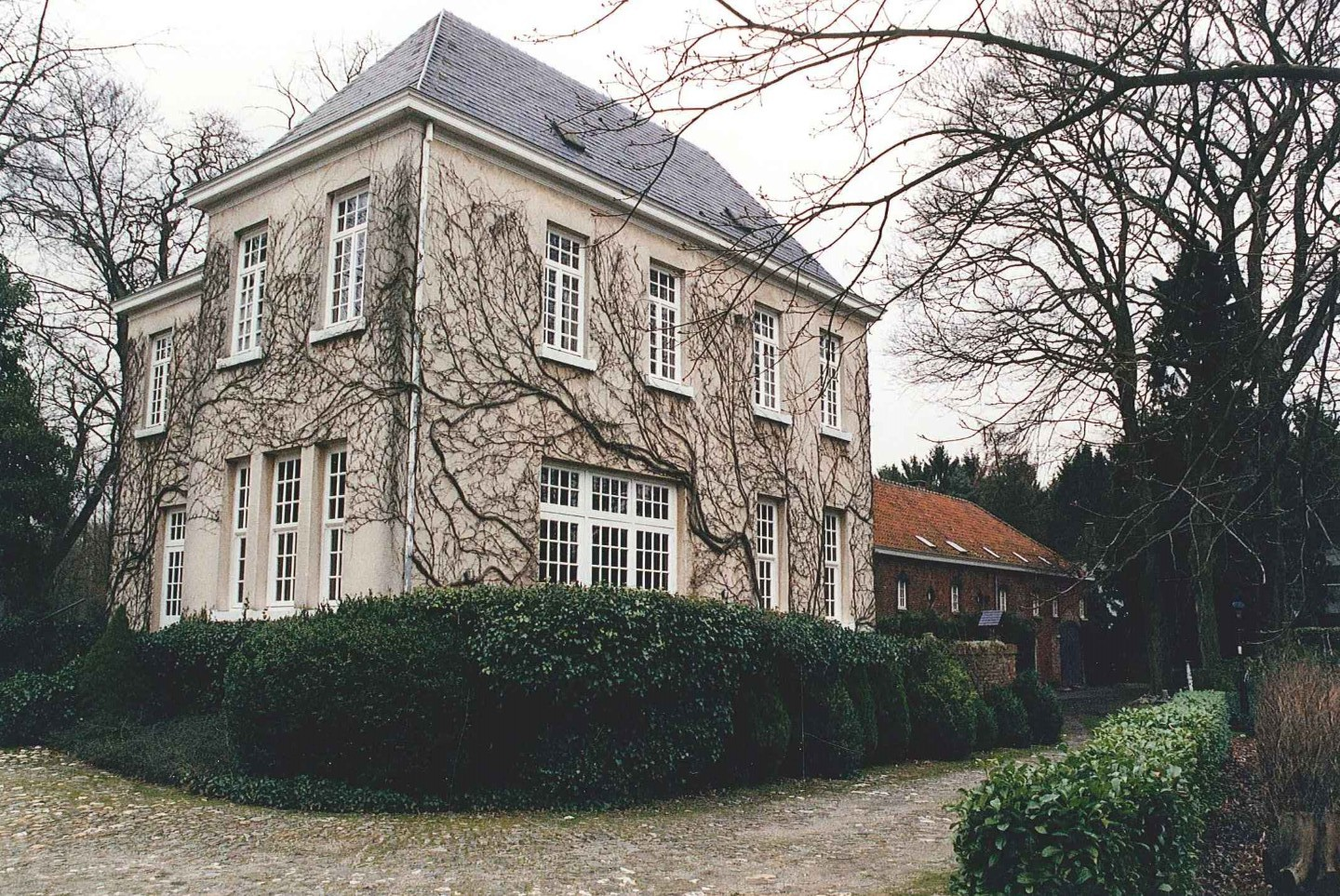
Kasteel van Wezel

Het Kasteel van Wezel of Kasteel van der Gracht is een kasteel in de tot de Antwerpse gemeente Mol behorende plaats Wezel, gelegen aan Wezel 77-79.

## Geschiedenis
Omstreeks 1860 werd vrijwel heel Wezel aangekocht door baron van der Gracht de Rommerswael. Het ging om een oppervlakte van ongeveer 800 ha. In 1862-1865 liet hij een kasteel bouwen met aansluitend een wintertuin en park van 6 ha. De baron overleed in 1884. Het kasteel kwam daarna in handen van verschillende eigenaren en onderging ook meerdere aanpassingen.

## Domein
Het betreft een in sobere stijl uitgevoerd landhuis met rechts daarvan een voormalig koetshuis met een korfboogarcade. Verder is er nog een ijskelder.